# Marcellin Chiris
Marcellin Chiris est un archéologue français né le 25 mars 1857 à Escragnolles et mort en 1932.
Il effectue de nombreuses fouilles archéologiques dans le pays grassois et découvre à Magagnosc une grotte néolithique.